# Eugenetica

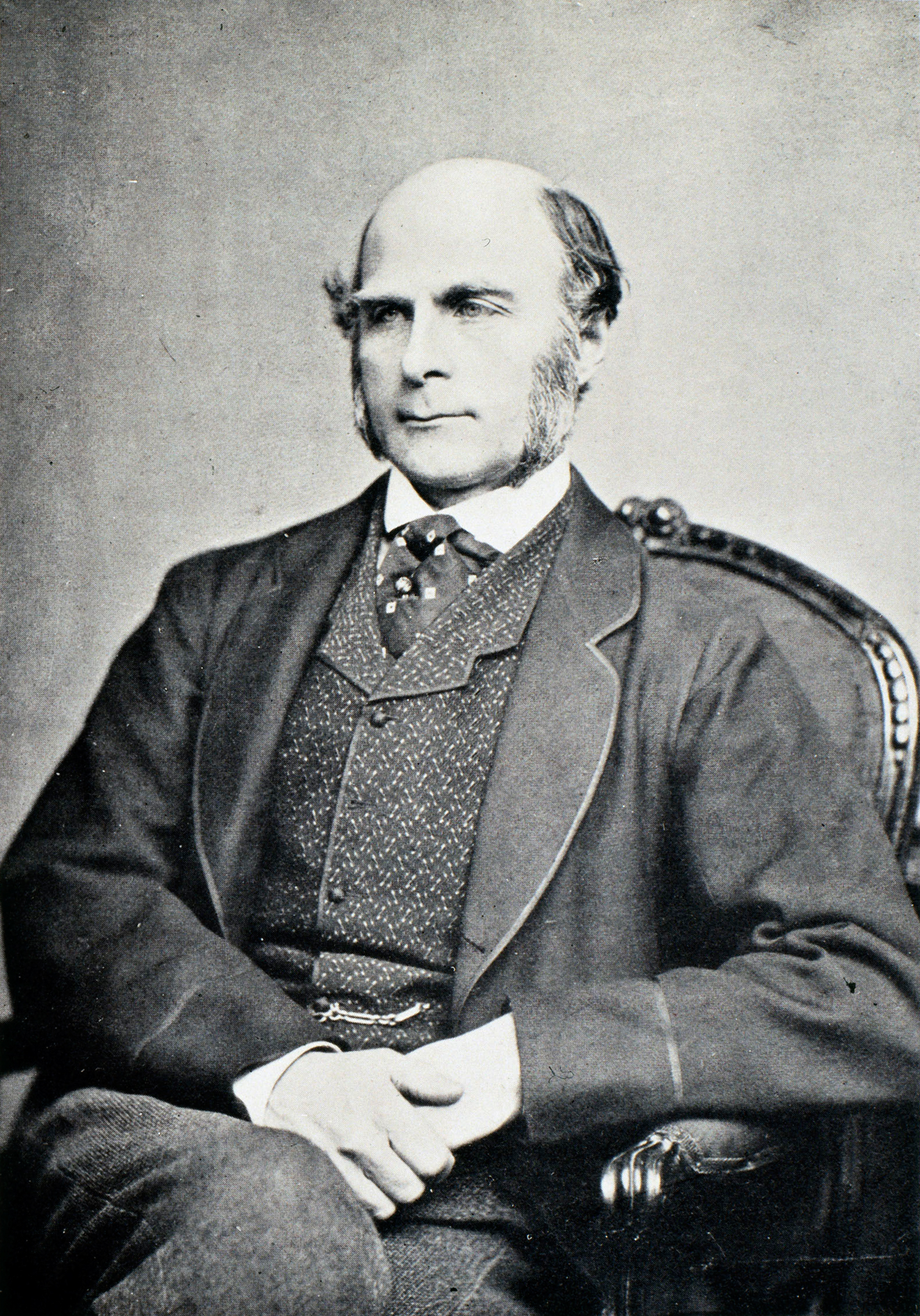
Francis Galton rond 1850

De eugenetica (Grieks: ̉εύ, eu, goed en ̉γένεσις genesis, oorsprong) is het streven naar, onderzoek van mogelijkheden en uitvoer van maatregelen tot verbetering van de genetische samenstelling van een populatie of groep, in de regel de menselijke bevolking. Een persoon die een voorvechter, aanhanger of onderzoeker van eugenetica is, wordt eugeneticus genoemd.
De term eugenetica (Engels, eugenics) werd in 1883 voor het eerst gebruikt door de Britse antropoloog Francis Galton, een halve neef van Charles Darwin, ter verwijzing naar het gebruik van selectief fokken van dieren of voortplanten van mensen, om een bepaalde groep ("soort" of "ras") in de loop van generaties te verbeteren, specifiek met betrekking tot erfelijke kenmerken. Hij publiceerde in dat jaar het boek Inquiries into Human Faculty and its Development. Welke dieren of mensen tot een specifieke groep horen en wat de kenmerken zijn, moest door empirisch onderzoek worden vastgesteld. Binnen enkele jaren maakte Galton onderscheid tussen positieve eugenetica – het aanmoedigen van de meest geschikten tot meer voortplanting – en negatieve eugenetica – het ontmoedigen of verhinderen van de minder geschikten om zich voort te planten. In 1904 werd het Galton Laboratory opgericht, dat een theoretisch wetenschappelijk basis voor eugenetica wilde leggen.
In 1907 werd de Eugenics Education Society, opgericht om bewustwording bij het publiek te creëren over het bestaan van positieve en negatieve erfelijke kwaliteiten en om maatschappelijke verantwoordelijkheid te ontwikkelen hier zelf iets aan te doen. Zo ontstond er een maatschappelijke beweging en politieke stroming rondom het onderwerp, die vanuit Engeland overwaaide naar de Verenigde Staten, Canada en Australië en naar het Europese vasteland. In verschillende landen of deelstaten kwamen er programma's voor gedwongen sterilisatie of huwelijksverboden.
Eugenetica werd door het Duitse nazi-regime als basis genomen voor de ideologie die een Arisch ras als superieur bestempelde en diverse andere bevolkingsgroepen als minderwaardig. Op basis daarvan werd de ontwikkeling en uitvoer gerechtvaardigd van een breed en zwaar sterilisatiebeleid, grootschalige onvrijwillige "euthanasie", racistische (anti-)abortusmaatregelen en de bedrijfsmatige massamoord van naar schatting meer dan 8 miljoen mensen in concentratie- en vernietigingskampen, bekend onder de namen Holocaust en Porajmos. Het Kaiser Wilhelm Instituut voor Antropologie, Menselijke Erfelijkheid en Eugenetica (KWI-A) in Berlijn, opgericht in 1927, verschafte de wetenschappelijke rechtvaardiging voor het nationaalsocialistische rassenbeleid en was betrokken bij tal van nazi-staatsmisdaden. In de Neurenberger processen tegen de nazi-leiders werd door hen op grond van jurisprudentie van de hoogste rechter van de Verenigde Staten betoogd dat de eugenetica-maatregelen van de nazi's niet veel verschilden van die in bijvoorbeeld de Verenigde Staten.
Het onderwerp is sinds de nazi-misdaden in veel landen politiek en wetenschappelijk taboe, maar de VS, Canada en Zweden kenden ook nog lang nadien programma's voor gedwongen sterilisatie. Tevens rijst altijd de vraag wie er bepaalt wat meer of minder geschikte erfelijke eigenschappen zijn, en of sprake is van minderwaardigheid of meerderwaardigheid van een bepaalde groep. Het ging daarbij niet altijd om feitelijk meetbare eigenschappen. Het is geen wetenschap als het afhankelijk is van een politieke stroming. De verschillende aanhangers van eugenetica zagen soms tegenstrijdige groepen die beschermd moesten worden of geremd in de voortplanting. Vanuit de wetenschap is er kritiek op de denkwijze of het geloof, dat op grond van wetenschappelijk bewezen kenmerken een groep zou kunnen worden aangeduid als meer- of minderwaardig aan een andere groep. Men noemt dit ook wel wetenschappelijk racisme.
Eugenetica en het doorvoeren van maatregelen op basis daarvan, zijn over het algemeen in strijd met na de Tweede Wereldoorlog tot stand gekomen internationale verdragen en nationale wetgeving waar mensenrechten zijn vastgelegd en regels die het zelfbeschikkingrecht van individuen en voor volken mogelijk maken. Gedrag dat daarmee in strijd is, is in veel landen strafbaar gesteld.

## Plato
Selectieve voortplanting werd in de oudheid al gesuggereerd door Plato, in zijn boek De ideale staat, die graag zag dat menselijke voortplanting zou worden gecontroleerd door de autoriteiten en dat de meest begaafden de meeste kans kregen om zich voort te planten. Hij maakte de vergelijking met het fokken van jachthonden. Kinderen die niet voldoen aan de voorwaarden – kinderen met gebreken of van mensen die niet meer in de kracht van hun leven zijn – kunnen niet worden grootgebracht (p. 182). De regering zou in het belang van de gemeenschap enorm veel fantasie en misleiding moeten gebruiken (p. 180). Hij stelde voor dat de selectie zou worden uitgevoerd door middel van een neploting om koppels te vormen, zodat de onbegaafde mensen niet gekwetst zouden worden en de schuld aan het lot zouden geven. Het verhaal wil dat de inwoners van de stadstaat Sparta zwakke baby’s buiten de stadsmuren achterlieten om ze te laten sterven.

## Galtons formulering
De oorspronkelijke stelregels van Galton hadden een directe link met de leer en het werk van Darwin. Darwin zelf was weer sterk beïnvloed door Thomas Malthus. Volgens Galton wordt het mechanisme van natuurlijke selectie gedwarsboomd door de menselijke beschaving. Een van zijn bezwaren tegen beschaving is het streven om mensen in een zwakke positie te helpen, wat indruist tegen de natuurlijke selectie waarbij juist de zwakkeren uitsterven. Eugenetici zijn daarom voor acties om de afnemende effecten van de natuurlijke selectie binnen de beschaving te compenseren. Dit basisprincipe vormde de inspiratie voor vele uiteenlopende filosofieën, (pseudo)wetenschappelijke theorieën en sociale praktijken.
Negatief eugenetisch beleid varieert van rassensegregatie, gedwongen sterilisatie tot moord als zogenaamde vorm van euthanasie.
Positief eugenetisch beleid bestaat uit beloningen of bonussen voor geschikt bevonden ouders die meer kinderen krijgen. Spermabanken hanteren maatstaven voor de genetische kwaliteit van de donors.

## Voorstanders en politiek in de 19e en 20e eeuw

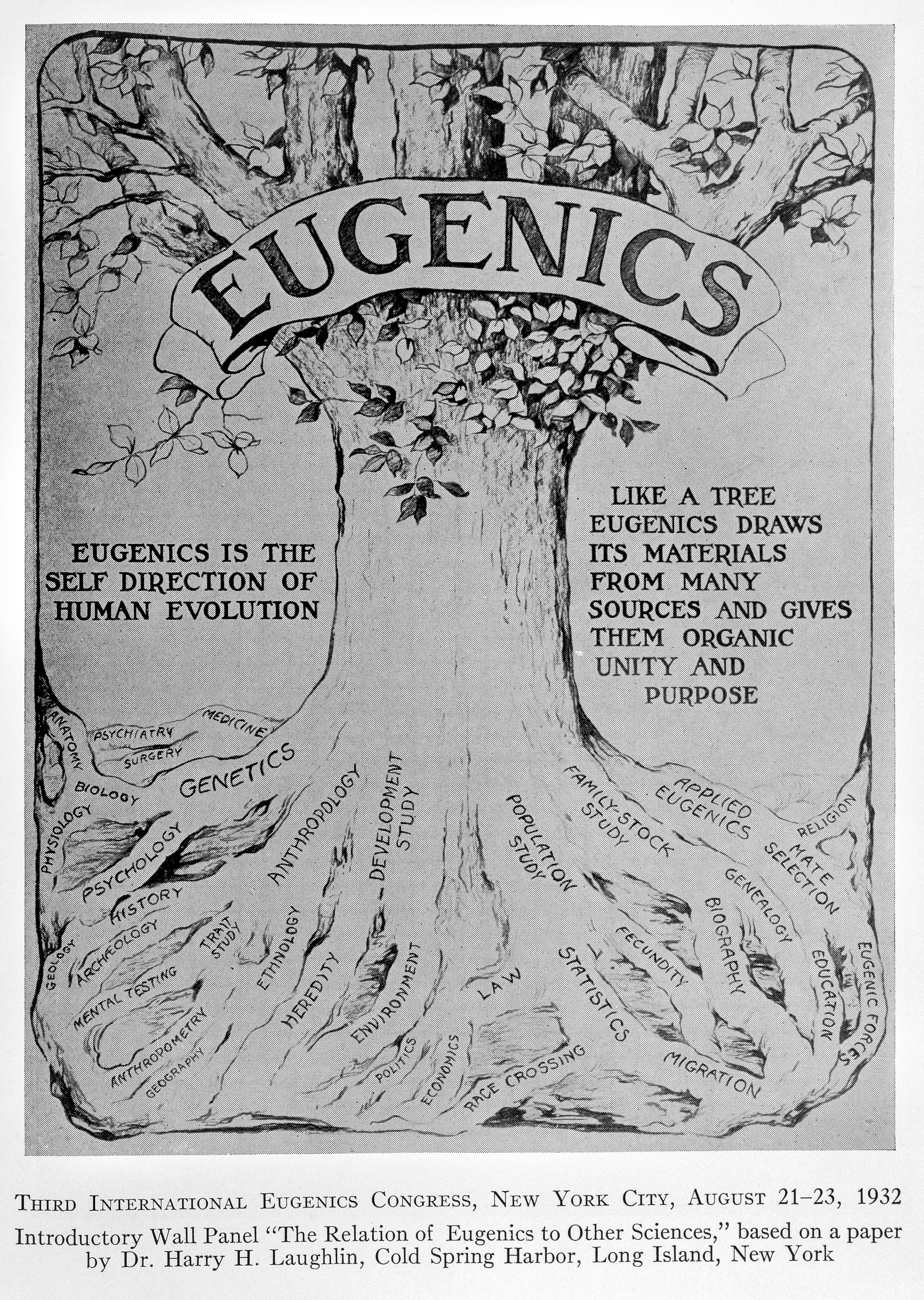
Affiche voor 3e Eugenetica congres in Baltimore, VS "A decade of progress in Eugenics" (1932

Een van de vroegste moderne voorstanders van eugenetische ideeën (voordat ze als zodanig werden benoemd) was Alexander Graham Bell, bekend als een van de uitvinders van de telefoon.
In 1881 onderzocht Bell het hoge percentage doven onder de bevolking van het Amerikaanse eiland Martha's Vineyard. Hij trok de conclusie dat doofheid een erfelijke eigenschap is en beval een trouwverbod voor doven aan. Zoals zovele andere vroege eugenetici was hij een voorstander van gecontroleerde immigratie uit eugenetisch oogpunt, en waarschuwde dat dovenscholen een broedplaats konden zijn voor een doof menselijk ras. Zijn bijzondere interesse voor doofheid is misschien verklaarbaar als men weet dat zowel zijn moeder als zijn vrouw doof waren.
De nazi's voerden talloze experimenten op mensen uit om hun genetische ideologie en theorieën te testen. In de jaren 1930 en 1940 liet het naziregime honderdduizenden mensen die zwakzinnig werden bevonden gedwongen steriliseren en doodde het tienduizenden gehandicapten die in instituten verbleven onder de noemer van een euthanasiebeleid. Ook Joden, Roma en Sinti werden bestempeld als inferieur aan het zogenaamde arische ras en werden vermoord met een zogenaamde rechtvaardiging ontnomen aan de eugenetica. Aan de andere kant werden speciale Lebensborn instellingen opgericht en kwamen er verboden op anti-conceptie en abortus met als enig doel zo veel mogelijk arische baby's op de wereld te zetten,
De natie met de op een na grootste eugenetische beweging was de Verenigde Staten. Vanaf 1896 werden in veel staten wetten bekrachtigd waarin het epileptische en zwakzinnige mensen verboden werd te trouwen. De Eugenics Record Office liet door rechtsgeleerden modelwetgeving ontwerpen die binnen de jurisprudentie viel waarvan staten gebruiken konden maken. In 1924 werd de Immigration Restriction Act aangenomen, waarbij eugenetici voor het eerst een rol speelden bij debatten in het Congres als expert-adviseurs over de dreiging van de komst van bevolkingsgroepen uit Oost- en Zuid-Europa. Deze wet beperkte het aantal immigranten aanzienlijk en versterkte bestaande wetgeving die rassenvermenging verbood. Eugenetische beschouwingen vormden ook de grondslag bij de aanname van incestwetten in veel staten van de VS, en werden gebruikt om apartheidswetgeving te rechtvaardigen.
Tussen 1907 en 1963 werden in de VS onder eugenetische wetgeving meer dan 64.000 mensen gedwongen gesteriliseerd. Een positief rapport over de resultaten van de sterilisaties in Californië, waar verreweg de meeste sterilisaties werden uitgevoerd, werd door nazi-Duitsland aangegrepen als bewijs dat een uitgebreid sterilisatieprogramma uitvoerbaar is en humaan zou zijn. Toen nazi-beleidsmakers na de Tweede Wereldoorlog in Neurenberg terechtstonden voor oorlogsmisdaden, rechtvaardigden ze hun grootschalige sterilisaties (meer dan 450.000 mensen in minder dan tien jaar) door de VS aan te wijzen als hun inspiratiebron.
Veel westerse naties namen tot op zekere hoogte eugenetische wetten aan, met uitzondering van onder meer Groot-Brittannië. In Latijns-Amerika waren eugenetische wetten er vaak op gericht arme, zwarte of inheemse delen van de bevolking te steriliseren. Dit gebeurde onder andere in Peru, Brazilië, Argentinië en de Dominicaanse Republiek. Ook in de Mexicaanse deelstaat Veracruz werd een sterilisatiewet doorgevoerd, maar daar is voor zover is na te gaan nooit iemand gesteriliseerd.
In Zweden werden onder dwang 62.000 vrouwen uit arme, vaak niet-Zweedse, bevolkingsgroepen gesteriliseerd in een periode van veertig jaar, men bestempelde hen als onderontwikkeld. Soortgelijke dingen gebeurden met geestelijk gehandicapt verklaarde mensen in Canada, Australië, Noorwegen, Finland, Estland, Zwitserland en IJsland. In Singapore werd een bescheiden vorm van positieve eugenetica uitgevoerd door het aanmoedigen van huwelijken tussen hoog opgeleide mensen in de hoop dat dit zou leiden tot slimmere kinderen.
In de eerste decennia werd eugenetica door velen gezien als wetenschappelijk en vooruitstrevend. Na de Holocaust ontstond een taboe ten aanzien van eugenetica en werd het verworpen als mensonwaardig. Onderzoeken die een verschil in gemiddelde intelligentie tussen Aziaten, Europeanen en Afrikanen zouden aantonen, werden op grond van methodische argumenten verworpen.

## Hedendaagse discussie
Eugenetica wordt om morele redenen door velen verworpen sinds het einde van de Tweede Wereldoorlog en daarom hebben bewegingen en instellingen die zich inlieten met eugenetica hun naam veranderd. Zo werd de American Eugenics Society (AES), een organisatie die in 1922 eugenetica in Amerika promootte, in 1972 omgedoopt tot The Society for the Study of Social Biology. De Engelse Eugenics Education Society hernoemde zich in 1989 tot Galton Institute en in 2021 tot Adelphi Genetics Forum.
Ook bij het Amerikaanse hoogste gerechtshof, het Supreme Court, kwam het tot een veranderende opinie. Zo oordeelde het rechtscollege in 1927 in de beroemde zaak Buck vs Bell (en), dat drie generaties van imbecielen genoeg waren en een staat wetten mag uitvaardigen die gedwongen sterilisatie onder bepaalde omstandigheden voorschrijven, in 1942 oordeelde het Hooggerechtshof dat het recht op voortplanting tot de mensenrechten moet worden gerekend. Eugenetici in de VS bereidden zich er op voor dat de eugenetica snel aan populariteit verloor. Organisaties werkten onder andere namen en noemers voort, soms in dezelfde, soms in andere minder verwante richtingen. Vele prominente eugenetici werden gerespecteerde antropologen, biologen en genetici. Critici bedachten daarvoor de term crypto-eugenetica om het gedachtegoed te kunnen bestrijden.
In vroegere schoolboeken zaten vaak hoofdstukken die wezen op de wetenschappelijke vooruitgang die zou zijn gemaakt door het toepassen van eugenetische principes op de bevolking. Veel vroege wetenschappelijke tijdschriften gewijd aan de studie van erfelijkheid werden geleid door eugenetici. Na de Tweede Wereldoorlog werden de meeste eugenetische verwijzingen weggelaten uit zowel de schoolboeken als latere edities van de tijdschriften.
De geschiedenis en het concept van eugenetica wordt de laatste jaren steeds meer en heftiger bediscussieerd nu de genetische kennis sterk aan het toenemen is. Ondernemingen zoals het Human Genome Project waarin het menselijk DNA wordt ontcijferd brengen de mogelijkheid tot genetische selectie en eventueel aanpassing van de menselijke soort dichterbij.

## Hedendaagse eugenetische praktijk
Een van de bekendste pogingen om eugenetica in de praktijk toe te passen was een genieënspermabank (1980-1999) van Robert Klark Graham, van waaruit ongeveer 230 kinderen werden verwekt. De meest bekende zaaddonor was Nobelprijswinnaar William Shockley, een van de uitvinders van de transistor.
Tegenwoordig zijn er nog maar een paar regeringen in de wereld die openlijk een eugenetisch beleid voeren. In 1994 nam China een Moeder- en zuigelingengezondheidszorg-wet aan waarin een screening op genetische ziektes van serieuze aard voor het huwelijk verplicht werd gesteld. Als zo'n ziekte werd vastgesteld, mocht de persoon in kwestie niet trouwen of moest zich verplichten tot het gebruik van voorbehoedsmiddelen of sterilisatie.
Een screeningbeleid, bijvoorbeeld als indicatie voor een eventuele abortus provocatus, wordt in veel landen toegepast op vrijwillige basis, zowel door het ongevraagd aan te bieden als op verzoek van (aanstaande) ouders. Op zowel het Griekse als het Turkse deel van Cyprus werd het uitgevoerd om thalassemie tegen te gaan, met als gevolg dat kinderen met deze erfelijke bloedziekte op het eiland bijna niet meer voorkomen. In bepaalde bevolkingsgroepen (ashkenazi-joden) waarin de recessief erfelijke ziekte van Tay-Sachs veel meer voorkomt dan in de gemiddelde bevolking kan een paar zich alvorens te trouwen laten testen op het verantwoordelijke gen, desgewenst zonder de precieze uitkomst te vernemen, die dan wordt meegedeeld of de partners compatibel of niet-compatibel zijn. Omdat onder gelovige joden in deze groep abortus wordt afgewezen, wordt er dan soms voor gekozen niet te trouwen.
Ook in Europa komt het steeds meer voor dat mensen waarbij in de familie erfelijke ziekten voorkomen vroeg in de zwangerschap erfelijkheidsonderzoek bij de vrucht laten doen. Moeders boven de 35 jaar krijgen in Nederland standaard vruchtwateronderzoek aangeboden om zwangerschappen met het syndroom van Down op te sporen. Of hierop wordt ingegaan blijft echter vrijwillig. De meer recente niet-invasieve prenatale test (NIPT) maakt het eenvoudiger om aangeboren genetische afwijkingen in een vroeg stadium op te sporen om bij een onwelgevallige uitslag de zwangerschap af te breken. Daarbij wordt getest op bekende afwijkingen, maar ook op niet beschreven afwijkingen die niet overeenkomen met het "normale" genoom.

## In hedendaagse cultuur
- De serie Orphan Black gaat over eugenetica.

### Websites met kritiek op de eugenetica
- Eugenics Archive - Historical Material on the Eugenics Movement (gefinancierd door het Human Genome Project)
- Werkplaats Biopolitiek (analyses van ontwikkelingen in de biotechnologie en gezondheidszorg vanuit een anti-eugenetisch perspectief)

### Websites pro-eugenetica
- Millennium Eugenics Section in het Internet Archive
- Beknopt overzicht van de geschiedenis van de eugenetica